# Leo Müller (Journalist)
Leo Alfons Müller (* 1959) ist ein Schweizer Wirtschaftsjournalist und Autor.

## Leben
Leo A. Müller studierte Politikwissenschaft in Wien und Mainz. Seit 1980 ist er als freier Journalist tätig. Er war investigativer Fernsehreporter für den WDR und stern TV, danach Redaktor beim Wochenmagazin Stern und bei der Wirtschaftszeitung Cash. Beim Stern war er mitverantwortlich für politische Enthüllungen rund um Uwe Barschel, Jürgen Möllemann, die Schubladenaffäre und zu den Stasi-Morden sowie zu illegalen Rüstungsexporten. Er war als Korrespondent von Gruner + Jahr für das Wirtschaftsmagazin Capital und für die Financial Times Deutschland tätig. Von 2010 bis April 2017 war er Autor beim Schweizer Wirtschaftsmagazin Bilanz. Seit Mai 2017 ist er Delegierter des Verwaltungsrates des neu gegründeten, investigativen Beratungsunternehmens Family Assets Control AG mit Sitz in Zug in der Schweiz.
Müller schrieb mehrere Bestseller-Bücher zu Finanzthemen. Er ist Dozent am Studiengang Economic Crime Investigation der Hochschule Luzern. Er lebt mit seiner Familie in der Nähe von Zürich.

## Werke
- Rüstungsexport – eine Kampagne entsteht. Verlag Farin & Zwingmann 1983.
- mit Helmut Lorscheid: Deckname Schiller: die deutschen Patrioten des Lyndon LaRouche, Rowohlt 1986.
- Betrifft: amnesty international, C. H. Beck 1989.
- Republikaner, NPD, DVU, Liste D ..., Lamuv Verlag 1989.
- mit Kurt Weichler: Arbeitsfeld Freizeit: der Schlüssel zu den animativen Berufen, Rowohlt 1990.
- mit Peter Ködderitzsch: Rechtsextremismus in der DDR, Lamuv Verlag 1990.
- Gladio – das Erbe des kalten Krieges: der Nato-Geheimbund und sein deutscher Vorläufer, Reinbek 1991.[5]
- Tatort Zürich. Einblicke in die Schattenwelt der internationalen Finanzkriminalität. Econ Verlag, Berlin 2006, ISBN 3-430-16908-9.
- Ackermanns Welt. Ein Tatsachenbericht. Rowohlt Verlag, Reinbek bei Hamburg 2006, ISBN 3-498-04505-9.
- mit Michael Mueller, Rudolf Lambrecht, Peter F. Müller: Der Fall Barschel: ein tödliches Doppelspiel. Propyläen Verlag, Berlin 2007, ISBN 978-3-549-07325-4.
- Bank-Räuber. Wie kriminelle Manager und unfähige Politiker uns in den Ruin treiben. Econ Verlag, Berlin 2010, ISBN 978-3-430-20092-9.
- Versichert, verraten, verkauft: Wie Versicherungen mit unserem Geld umgehen. Econ Verlag, Berlin 2015, ISBN 978-3-430-20176-6.